# ایروین شاو
ایروین شاو (به انگلیسی: Irwin Shaw) به سال ۱۹۱۳ متولد شد و پس از فارغ‌التحصیل شدن از کالج بروکین مدتی در رادیو به عنوان نویسنده و گوینده کار کرد و در جنگ جهانی دوم در ارتش آمریکا به خدمت پرداخت و در جنگ‌های افریقا و اروپا به نفع متفقین به نبرد پرداخت و پس از اتمام جنگ و بازگشت به ایالات متحده همکاری خویش را با روزنامه‌ها و مجلات آغاز کرد. در همین مدت کار نویسندگی خویش را نیز دنبال نمود و آثار زیادی از خود منتشر ساخت که مهمترین آنها عبارتند از: برگشت به شادی، مرده‌ها را دفن کنید، شیرهای جوان، به شهر خوش آمدید، هوای طوفانی، مردم بی سر و صدا، پسران و نظامیان، محاصره و دو هفته در شهر بیگانه.

## کتابشناسی
- به شهر خوش آمدید

### رمان‌ها
- شیرهای جوان (۱۹۴۸)
- هوای طوفانی (۱۹۵۱)
- لوسی کراون (۱۹۵۶)
- دو هفته در شهر بیگانه (۱۹۶۰)

### نمایشنامه‌ها
- مرده‌ها را دفن کنید (۱۹۳۶)
- محاصره (۱۹۳۷)
- مردم بی سر و صدا (۱۹۳۹)
- برگشت به شادی (۱۹۴۰)
- پسران و نظامیان (۱۹۴۳)